# Лучник із Еймсбері

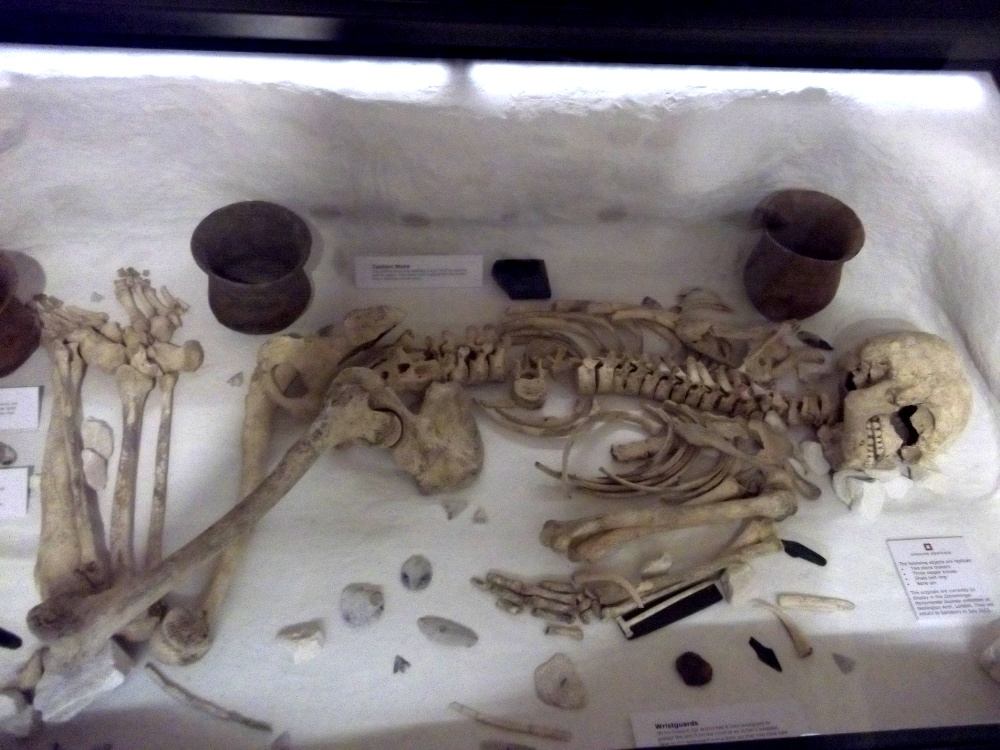
Лучник із Еймсбері

Лучник із Еймсбері (також відомий під назвою Король Стоунхенджа) — назва археологічної знахідки, зробленої в травні 2002 року: захоронення за п'ять кілометрів від Стоунхенджа, поблизу населеного пункту Еймсбері, невідомої заможної людини, що померла у віці 35—45 років у 4 тисячолітті до н. е., тобто в часи будівництва стоунхенджського комплексу.

## Соціальний стан померлого
Разом з останками в могилі було виявлено золоті прикраси, ножі з міді (які в той час були набагато дорожче золота), два луки та численні крем'яні наконечники для стріл, браслети, кераміка місцевого походження — загалом близько ста предметів, що більш ніж в десятеро перевищує звичайну кількість знахідок у похованнях цього періоду. Тіло закутане у своєрідну мантію зі шкір.
Наявність великої кількості предметів свідчить про особливу знатність померлої особи. Археологи пов'язують це поховання зі Стоунхенджем, припускаючи, що померлий був пов'язаний або з будівництвом, або з культовими діями цього святилища.

## Походження похованого
Аналіз ізотопів свинцю на зубній емалі померлого показав, що в Британії він був прибульцем, а народився і виріс в Альпах (скорше за все, на території сучасної Швейцарії) та кілька разів долав шлях з Альп до Британії.
Недалеко від могили «короля Стоунхенджа» знайдено другу могилу, де поховано молоду особу чоловічої статі 20–25 років. Оскільки обидва скелети мають вроджену особливість будови однієї з кісток ніг, з великою впевненістю можна говорити про родинні зв'язки обох чоловіків. При цьому зубна емаль молодої людини показує, що він виріс на півдні Англії, а останні роки життя провів у центральній її частині або навіть на півночі, можливо, в Шотландії. Існує припущення, що це може бути син лучника з Еймсбері. До знахідок з першої могили це поховання додає ще дві золоті прикраси.